# (34697) 2001 OS14
2001 OS14 (asteroide 34697) é um asteroide da cintura principal. Possui uma excentricidade de 0.03268510 e uma inclinação de 11.44371º.
Este asteroide foi descoberto no dia 20 de julho de 2001 por LINEAR em Socorro.